# Lilla Runntjärnen
Lilla Runntjärnen är en sjö i Söderhamns kommun i Hälsingland och ingår i Ljusnan-Skärjåns kustområde.